# Закон о снижении инфляции
Закон о снижении инфляции (англ. Inflation Reduction Act, сокр. IRA) — федеральный закон США, принятый 117-м Конгрессом США и подписанный 46-м президентом США Джо Байденом 16 августа 2022 года. 

## Положение
Закон предусматривает, в частности, сокращение затрат на здравоохранение и переход на экологически чистую энергию и электромобили, а также налоговую реформу (увеличение налоговых ставок для подоходного налога сверхбогатых и корпораций). Закон привлечёт 737 млрд. долларов США, из которых 369 миллиардов долларов США уйдут на финансирование климатических и экологически чистых источников энергии, которое может сократить национальные выбросы парниковых газов на 37–41 % к 2030 году, по сравнению с уровнями 2003 года, что позволит США достичь своих национальных обязательств по Парижскому соглашению. 
Закон о снижении инфляции является крупнейшим пакетом мер в отношении изменения климата в истории США.

## Последствия
СМИ сообщили, что Закон о снижении инфляции в США вызвал торговый спор между США и ЕС. По мнению официальных лиц, закон затмил усилия, направленные на перезагрузку отношений между Брюсселем и Вашингтоном в эпоху после Дональда Трампа. Было отмечено, что основные претензии ЕС связаны с субсидиями на электромобили американского производства, которые начнут действовать с января, а европейские политики из стран со значительным внутренним сектором автомобилестроения, призвали Брюссель занять жёсткую позицию, включая возможный ввод ответных тарифов на американские товары. 
В свою очередь, официальные лица США отвергли обвинения в протекционизме и указали, что усилия по созданию индустрии облачных вычислений, чтобы конкурировать с американскими корпорациями Google, Meta, Microsoft и Amazon, также представляют собой несправедливые торговые барьеры.